# 理一分殊
理一分殊，宋明理學哲學思想。「理一」指天地間只有一理，「分殊」指這個理能在萬事萬物中體現。形象化的表達又謂「月映萬川」。

## 背景
此說最早可見由程頤對張載的《西銘》的「民胞物與」時解讀所得出：「句句皆是理一分殊」。在此基礎上，他又認為「天下之物皆能窮，只是一理。」又云：「萬物皆是一理，至如一物一事雖小，皆是有理。」
後來，朱熹再對理一分殊進一步發展：「本只是一太极，而万物各有禀受，又自各全具一太极尔。如月在天，只一而已，及在江湖，则随处可见，不可谓月已分也」朱熹常以「月映萬川」對理一分殊作比喻。

## 定義
二程後學時，楊時就曾對理一分殊下了一個定義：「無事乎推者，理一故也」，指儒家的最高準則謂「理一」，而人們依據此道德準則所衍生出的「理」對待事物和人生，謂之分殊。

## 月印萬川
月印萬川，原為佛教用語，形容佛陀順應眾生化現種種形相。「一月在眾水，眾水亦含一月」。《永嘉證道歌》中，就有此描述「一月普現一切水，一切水月一月攝。」意指佛性不離眾生性，眾生性亦不離佛性。後來，朱熹以此作為理一分殊的比喻。